# John Zeiner
Johan Simon (John) Zeiner (Arnhem, 26 augustus 1955 – Milsbeek, 3 augustus 2014) was een Nederlands kunstschilder en beeldend kunstenaar.
Zeiner kreeg zijn opleiding aan de Koninklijke School voor Nuttige en Beeldende Kunsten in Den Bosch en de academie Artibus in Utrecht. Belangrijkste thema in zijn schilderijen was de menselijke gedaante met een interesse voor (oude) culturen van Oost-Europa en Centraal-Azië. In 1981 exposeerde hij voor het eerst en sinds 1990 had hij een groot aantal exposities. Sinds 1993 was Zeiner werkzaam in Milsbeek. Ook beschilderde hij bronzen beelden en keramiek van zijn partner Mirjam Jansen. Zeiner was mede-oprichter van de afdeling beeldende vorming aan de Meander in Gennep. Zowel daar als later zelfstandig was hij ook actief als docent. Zijn werken zijn in diverse particuliere en bedrijfscollecties opgenomen, onder meer bij de Kasteeltuinen Arcen, alsook bij verschillende galerieën.